# Félix Pécaut
Félix Pécaut (1828-31 de julio de 1898) fue un pedagogo francés, miembro de una antigua familia de hugonotes.

## Biografía
Félix Pécaut era hijo de Pierre Pécaut, miembro del presbiterio protestante, fabricante de chocolate y administrador de la Fontain salée de Salies-de-Béarn y de su esposa, Félice Beigbeider. Nació en 1828 en la localidad de Salies-de-Béarn, departamento de Pirineos Atlánticos. Fue durante algunos meses, un pastor evangélico en Salies-de-Béarn, pero no tuvo simpatía por la autoridad eclesiástica de su comunidad. Fue obligado a dimitir de su cargo de párroco, y durante algunos años instó a sus feligreses a una teología liberal.
En 1879, se llevó a cabo una inspección general de la educación  primaria por el gobierno francés, y varias misiones similares seguido. Su fama descansa principalmente en su exitosa organización de la escuela de capacitación para las mujeres docentes Escuela normal superior de Fontenay-aux-Roses, en la localidad de Fontenay-aux-Roses, a la que dedicó quince años de incesante trabajo. Murió el 31 de julio de 1898.
Un resumen de su vocación pedagógica y de sus ideas sobre la educación se puede ver en el manual Educación pública y vida nacional (1897).
Fue un cristiano pacifista.